# Мандат (фільм)
«Мандат» — радянський історико-пригодницький художній фільм 1963 року, знятий на кіностудії «Ленфільм».

## Сюжет
Петроград, 1919 рік. Більшовик Гліб Прохоров, поховавши свою дружину, разом з тринадцятирічним сином Глібом (Боря Щербаков) їде залізничним складом на чолі продзагону з мандатом, підписаним Леніним, по далеких селах діставати хліб для голодуючого Петрограда. Зібравши підводи з зерном, продзагон наштовхується на опір місцевих куркулів, які прагнуть не допустити вивіз хліба на поїзді. У перестрілці з білобандитами, що напали на склад, гине весь продзагон, але перед тим поранений Прохоров встигає передати мандат своєму синові.

## У ролях
- Ігор Боголюбов —  Гліб Прохорович Прохоров
- Микола Рождественський —  Архип
- Олег Лєтніков —  Василь
- Микола Кузьмін —  Верзила Гриша
- Михайло Васильєв —  Дубок, матрос, комісар
- Олександр Афанасьєв —  Куркуль
- Боря Щербаков —  Гліб Прохоров
- Наталія Арзамасцева —  Глаша
- Володимир Лебедєв —  Мінька, брат Глаши
- Олександр Деліканов —  безпритульний
- Микола Гаврилов —  начальник станції Уріччя
- Євген Григор'єв —  селянин
- Микола Крюков —  батько Хміль, отаман банди
- Павло Первушин —  Митрич
- Мар'яна Сафонова —  Анфіса Сергіївна, дружина Архипа
- Олексій Смирнов —  начальник станції
- Лев Степанов —  Климов, начальник станції Вузлова
- Аркадій Трусов —  кремлівський вартовий
- Федір Федоровський —  машиніст
- Володимир Васильєв —  старий в поїзді
- Георгій Сатіні —  «сліпий» жебрак / продавець запальничок
- Олександр Хвиля — епізод

## Знімальна група
- Режисер — Микола Лебедєв
- Сценарій — Власов Олександр, Аркадій Млодик
- Оператор — Карпухін Анатолій
- Композитор — Маклаков Володимир
- Художник — Віктор Савосін